# Радимичі
Радимичі (староцерк.-слов. Радимичи) — східнослов'янський союз племен, який займав землі між р. Дніпром і р. Сожжю (басейн нижньої і середньої течії), Лівобережжя на північ від Києва, земля «Родунія» (та «Радосинь», «Рай») і це народ «родимий» (рідний); нині південно-східна Білорусь. Ці племена займалися мисливством, пасічництвом, скотарством та підсічним хліборобством. Головні міста — Гомель, Чечерськ і Вщиж. Згідно Повісті временних літ, в сер. ІХ ст. радимичі сплачували данину хозарам, але у 885 році Київський князь Олег поширив свій вплив на їх землі і почав брати з них данину. Остаточно радимичів до Київської Русі приєднав князь Володимир Святославич 984 року.

## Етимологія
Назва племені радимичів походить від імені їх племінного князя Радима (староцерк.-слов. Радимъ).

## Походження

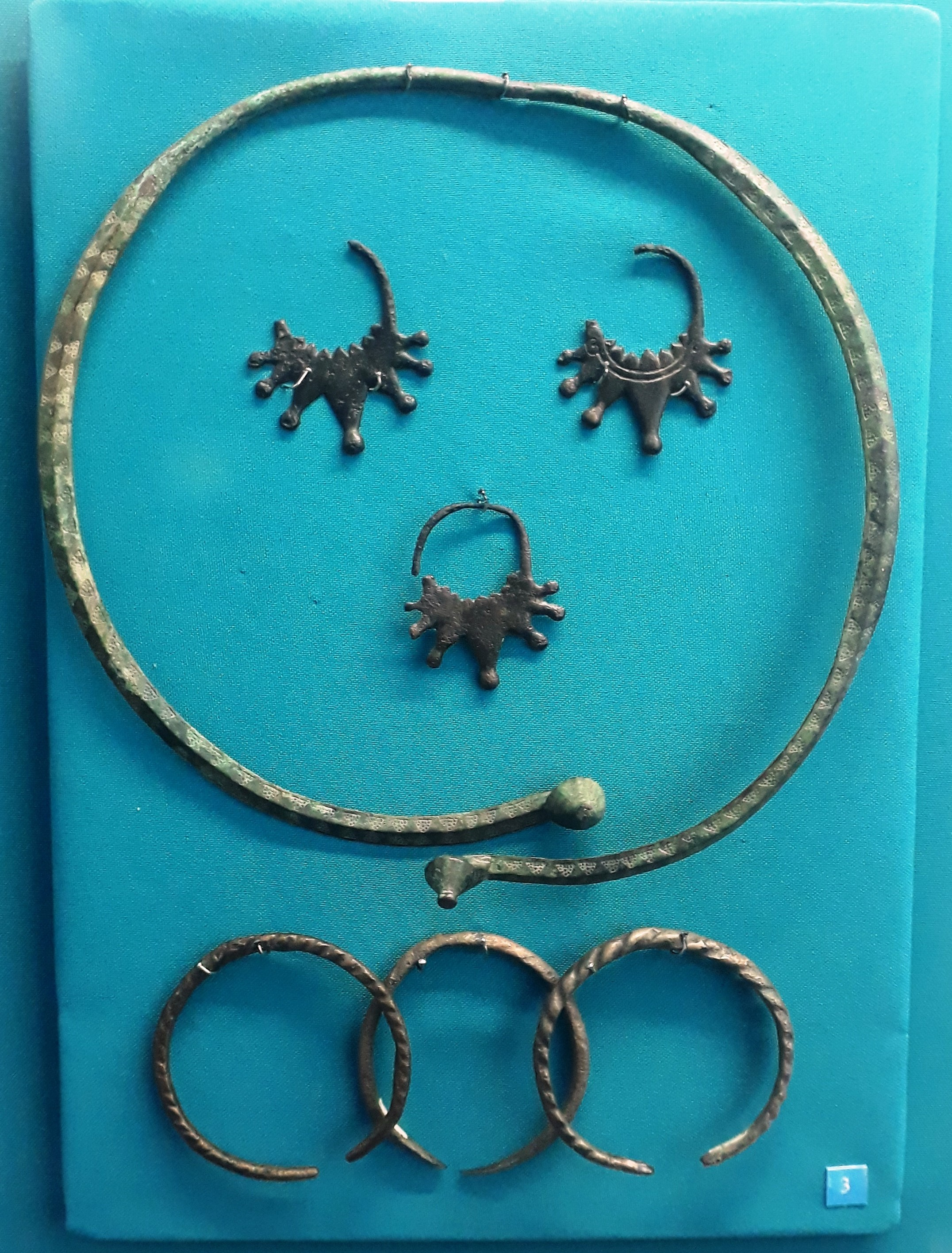
Старожитності радимичів (Національний музей історії України)

Плем'я радимичів раніше відносилося до лехітської групи умовно західних слов'ян д.-рус. ѿ Ляховъ, а заселивши терени Русі Східної Європи умовно у новітній історії вважається східними слов'янами староцерк.-слов. и пришедша сѣдоста...Радимъ на Ръжю...и прозвашас̑ Радимичи. У літописному тексті уточнення щодо староцерк.-слов. Ръжю як староцерк.-слов. Съжю — сучасна назва річки Сож.

## Історія
911 року радимичі брали участь у поході князя Олега Віщого на Візантію.
Коли держава Київська Русь по смерті князя Ярослава Володимировича розпалася на удільні князівства, західна частина землі радимичів увійшла до складу Смоленського князівства, а східна — до Чернігівського князівств.
Відомі археологічні пам'ятки радимичів: численні курганні могильники з трупоспаленнями (IX–X ст.) та трупопокладаннями (XI–XII ст.)
Радимичі разом з кривичами, дреговичами, ятвягами утворили білоруський народ.
Востаннє радимичі згадуються літописом під такою племінною назвою в 1169 році. Але зустрічаються в родоводах серед предків сожської шляхти та друцької шляхти Великого князівства Литовського. Згадуються у Пам'ятних книжках Могилівської губернії Російської імперії.